# 馬祖林斯科耶湖

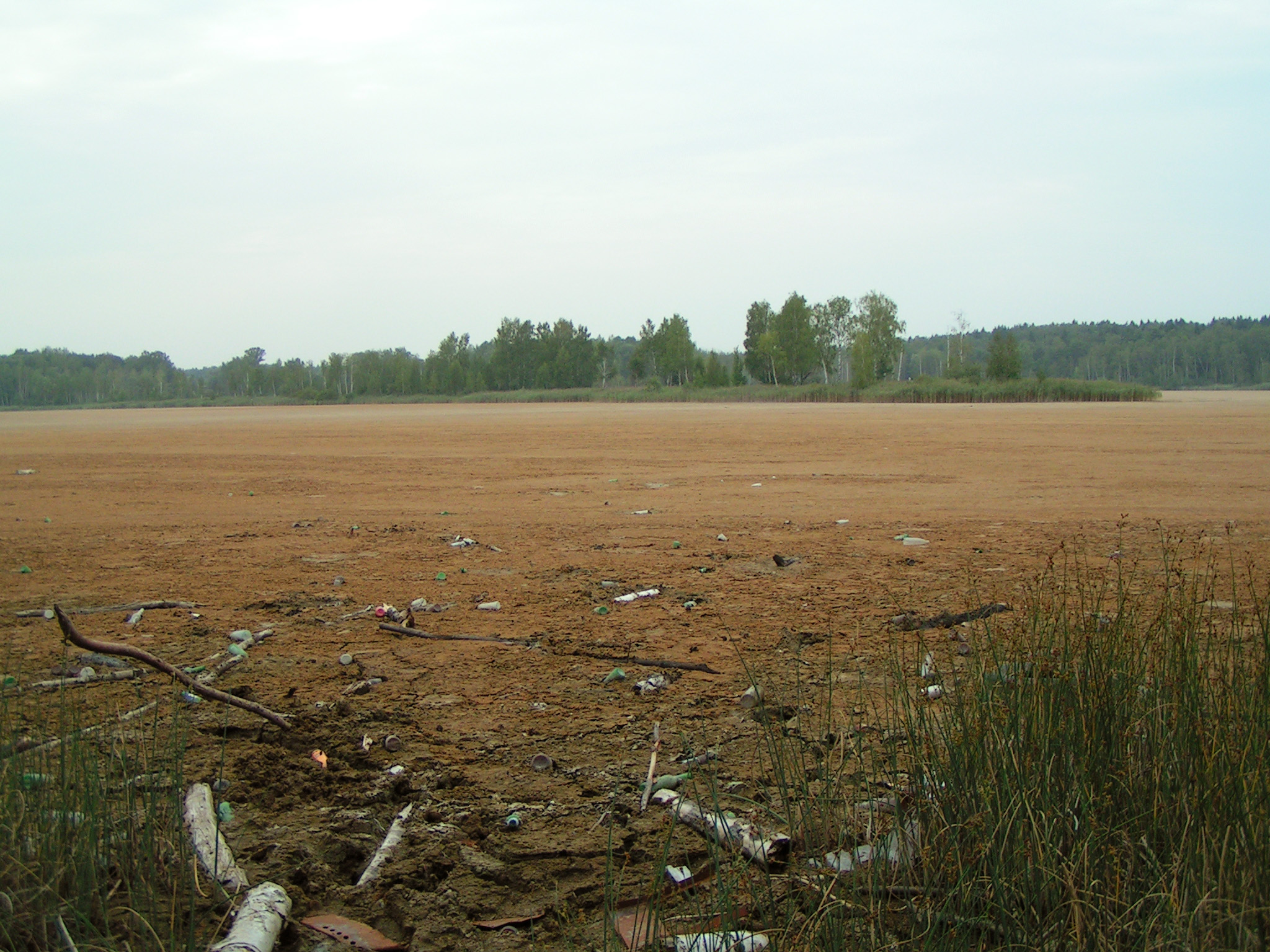

馬祖林斯科耶湖（俄语：Мазуринское озеро）是俄羅斯的湖泊，位於該國西部，由莫斯科州負責管轄，長0.61公里、寬0.54公里，面積0.26平方公里，平均水深2米，最大水深7米。